# Sigurd Curman
 (février 2024).
Si vous disposez d'ouvrages ou d'articles de référence ou si vous connaissez des sites web de qualité traitant du thème abordé ici, merci de compléter l'article en donnant les références utiles à sa vérifiabilité et en les liant à la section « Notes et références ».
Jon Sigurd Curman, né le 29 avril 1879 à Stockholm, mort le 14 février 1966 dans la paroisse de Solna, est un architecte suédois et professeur d'histoire de l'architecture.

## Biographie
Sigurd Curman est le fils de Carl et Calla Curman. Il grandit dans une famille aisée de Floragatan à Stockholm. Le père était scientifiquement intéressé et plaidait pour une âme saine dans un corps sain et est considéré comme le fondateur du système de bain suédois, mais il avait également un grand intérêt pour l'art et l'architecture. Sa mère Calla était une personne polyvalente et puissante. Elle était une pianiste qualifiée et un acteur de premier plan dans les Amis de la couture et la société "New Idun". La famille avait un large cercle de connaissances et participait activement à la vie sociale culturelle de Stockholm.
Il a fréquenté l'établissement d'enseignement d'Östermalm à partir de 1889, puis l'établissement d'enseignement latin du nord à partir de 1893 et a obtenu son diplôme en 1897. Il a ainsi grandi dans un environnement en développement et a acquis de nombreux intérêts différents. Il y avait beaucoup de littérature historique architecturale sur l'étagère de la maison. Lorsqu'il a fait un voyage de deux mois en Italie avec ses parents pendant ses études secondaires à l'âge de 17 ans, ses intérêts pour l'architecture et l'histoire de l'architecture ont été renforcés. Lors de son examen d'inscription, qu'il obtint le 21 avril 1897, il rédigea son essai d'étudiant intitulé Les différentes directions de la connaissance suédoise 1809-1830. Maintenant, la question était de savoir s'il devait continuer avec les sciences ou les sciences humaines. Il résout le problème en choisissant une combinaison des deux et obtient en 1900 un baccalauréat en philosophie avec les matières mathématiques, physique et chimie ainsi que l'esthétique, mais avec une dispense de l'histoire de la littérature. En tant que professeur d'histoire de l'art, il avait August Hahr. Sigurd Curman a poursuivi des études de licence en histoire de l'architecture mais s'est rendu compte qu'il avait également besoin de connaissances pratiques dans l'architecture noble, il a donc commencé une formation en architecture. Au cours des années 1900-1901, il suit des cours du soir à l'école technique et continue en 1901-1903 en tant qu'étudiant supplémentaire au département d'art de la construction de maisons à l'École royale polytechnique de Stockholm. Parmi les enseignants, il avait l'ami et collègue de son père, l'architecte Isak Gustaf Clason, qui a conseillé à Sigurd Curman de se lancer dans la restauration pratique des bâtiments. Cependant, il n'a jamais obtenu un diplôme d'architecture complet.
Sigurd Curman a épousé Signhild Gödecke en 1903, dont il a ensuite divorcé en 1929 pour se remarier avec Elsa Broman. Il a eu six enfants dans son premier mariage.

### Voyages d'étude
Les intérêts de Curman étaient désormais liés aux bâtiments anciens et à leur restauration et conservation, et dans les années 1903-1905, il entreprit un vaste voyage d'étude en Europe. À Bonn, il rencontre Paul Clemen, conservateur provincial de la Rhénanie allemande et professeur d'histoire de l'art à Bonn. Clemen s'est tourné vers les restaurations précédemment restaurées à «l'état d'origine», dans lesquelles toutes les modifications et ajouts ultérieurs ont été rejetés. Curman a pu suivre ses voyages et a beaucoup appris sur la conservation des bâtiments et la production de peintures médiévales.
En France, le père jésuite de la Croix, inspecteur des monuments historiques à Poitiers, a imprimé la thèse « ne jamais laisser un édifice mentir », c'est-à-dire de ne rien ajouter dans un style plus ancien.
À Venise, le campanile de la place Saint-Marc s'était effondré en juillet 1902, donnant à Sigurd Curman l'occasion d'étudier comment les Italiens avaient mené des enquêtes approfondies sur l'état des anciens bâtiments de Venise pour éviter de nouveaux glissements de terrain. Il a également appris à produire des mosaïques et des fresques, à les conserver et même à les déplacer sur toile. Dans une gare, on lui a volé des notes et des photographies qu'il comptait utiliser pour une future thèse de doctorat.

### Poursuite des études
De retour en Suède, Curman poursuit ses études universitaires et obtient en 1908 une licence de philosophie pour l'historien de l'art Johnny Roosval à Uppsala. En 1910, il est engagé comme professeur assistant en histoire de l'architecture suédoise et en art de la restauration à l'Académie des Beaux-Arts. Le 28 mai 1912, il soutient sa thèse de doctorat en philosophie sur l'Architecture I. Plan de construction de l'Ordre cistercien, puis obtient une chaire de professeur en la matière, qu'il occupera jusqu'en 1918. Il n'achèvera jamais la partie II de la thèse mais rédige deux chapitres de base. dans l'ouvrage Swedish Art History, qui a été publié en 1913 par Johnny Roosval et Axel Romdahl.

### Restaurations
Lorsque Curman est rentré chez lui après son long voyage d'étude, Isak Gustaf Clason du bureau du surintendant lui avait demandé d'examiner une proposition de restauration de l'église du monastère de Vreta à Östergötland, élaborée en 1900 par l'architecte Gustaf Pettersson (1855-1933). La proposition avait erré entre le bureau du surintendant, l'Académie des sciences et le roi. Le problème est qu'ils se tournent de plus en plus vers les restaurations stylistiques du XIXe siècle. Entre autres choses, l'auteur Verner von Heidenstam, en raison de la restauration en cours du château de Gripsholm, avait écrit sur la "barbarie moderne".
Curman a rendu visite à Vreta en 1905 et a déclaré que la proposition actuelle « manquait complètement de fondement basé sur des enquêtes historiques et techniques et que la proposition contenait des mesures qui seraient en conflit direct avec le caractère raisonnable historique et les principes de restauration modernes ». En conséquence, le Bureau du surintendant a chargé Curman de mener une telle enquête, qui a eu lieu en 1907. Au Nouvel An 1908, il a été nommé au bureau en tant qu'assistant en matière de restauration et, sous la supervision de son directeur. , a préparé une nouvelle proposition de restauration pour l'église du monastère de Vreta. La nouvelle proposition a été approuvée et approuvée par le Roi. Mai, lorsqu'une commission a été formée et en mars 1915, les travaux ont commencé. Après de nombreux travaux d'envergure, l'église put être reconsacrée le dimanche 21 octobre 1917 par l'évêque Johan Wilhelm Personne. L'église restaurée a été accueillie avec beaucoup d'enthousiasme et louée par les experts et le grand public.
Au cours de la période 1909-1925, Curman a effectué des restaurations de dix-sept églises médiévales. Il avait commencé en 1909-1910 avec la production de fresques anciennes dans la cathédrale de Strängnäs. Il était important de trouver une méthode permettant de préserver l'authenticité et la valeur historique des œuvres d'art, sans que l'effet artistique global ne soit gâché. Le problème a été résolu de sorte que les détails ornementaux endommagés ou perdus, dont l'apparence ne pouvait faire aucun doute, ont été complétés dans la mesure où, pour des raisons architecturales, cela s'est avéré souhaitable. Là où cela était nécessaire pour la cohésion de la composition, les couleurs des peintures ont été rehaussées. En termes historiques et artistiques, les détails plus sensibles tels que les visages, les mains, les parties de costume les plus importantes, etc., n'ont cependant pas été complétés. Pour distinguer les parties nouvellement peintes des peintures originales, les premières ont été exécutées d'une manière différente des originaux. Les nouvelles peintures ont reçu des contours en pointillés et des schémas de couleurs en pointillés, mais d'une nature telle qu'elles ne sont ni visibles ni n'ont d'effet négatif sur l'impression générale, mais sont d'abord découvertes lors d'une inspection plus approfondie. Ces principes de restauration de peinture sont désormais largement acceptés.
L'autre grand projet de restauration après le monastère de Vreta était l'église du monastère de Varnhem dans le Västergötland. Ici aussi, les travaux ont été très importants. Mais Sigurd Curman a également participé à des restaurations et à des rénovations de certains bâtiments séculaires plus importants.

### Le bureau du surintendant devient le conseil d'administration du bâtiment
Lorsque le moment est venu de réorganiser le bureau du surintendant, Sigurd Curman a été élu secrétaire du comité d'organisation. Il s'est montré compétent et coopératif et est devenu la force motrice du projet. En 1918, le nouveau Conseil de la construction est prêt sous la direction de son directeur général, Carl Möller. Sous sa direction, le directeur général dispose de quatre conseils de construction, Curman devenant le chef du Bureau de l'histoire culturelle et, dans la pratique, le principal gardien des monuments d'État.

### Conseil national du patrimoine
Finalement, Curman s'est vu proposer le poste d'agent du patrimoine national. Il a longtemps hésité à accepter ce poste, mais il a pu accepter la nomination et a été accueilli le 3 juillet 1923 comme agent du patrimoine national et secrétaire de l'Académie des lettres. L'Académie fait également l'objet d'une vaste réorganisation, qui aboutit à l'adoption d'un nouveau statut en 1933, dont Curman a contribué à la rédaction. L'Académie des lettres aurait pour mission de s'occuper des sujets historiques et philologiques, tandis que la fiction serait prise en charge par l'Académie suédoise. Une tâche importante a été de mettre en ordre les collections du Musée historique. On les appelait généralement "le chaos" et les nombreuses études non publiées "le marécage". En tant que conservateur national des antiquités, Curman était certes d'avis que les précieux inventaires des paroisses ne devaient pas être collectés pour les musées mais conservés dans les églises auxquelles ils appartenaient. Mais pour le bien de l'antiquité, il y avait un grand besoin d'installations plus grandes et meilleures.
En 1927, M. Curman a été nommé docteur honoraire en théologie par la faculté de théologie de l'Université d'Uppsala à l'occasion du 450e anniversaire de l'université. Il a d'abord accepté, mais a changé d'avis et, après un certain temps, a décliné l'offre dans une lettre (18 août 1927), faisant référence aux critiques claires émises par certains ecclésiastiques et l'archevêque Nathan Söderblom à l'encontre du Conseil national du patrimoine, qui avait la responsabilité ultime de l'entretien des bâtiments d'église. Dans ses décisions sur les restaurations, il a été dit que la fonction des églises en tant que lieux de culte vivants et fonctionnels n'avait pas été suffisamment prise en compte. La faculté de théologie était encore à cette époque en union personnelle avec le chapitre de la cathédrale d'Uppsala, c'est pourquoi les critiques de l'église étaient dirigées vers l'université.
En 1929, un concours d'architecture a été organisé et en 1931, un terrain situé à l'angle de Narvavägen et de Storgatan dans le quartier d'Östermalm à Stockholm a été réservé pour le nouveau bâtiment. Curman a fait un voyage d'étude aux États-Unis pour voir comment les musées modernes y étaient construits, et en 1943, le nouveau musée, avec un espace pour les collections et les bureaux, a été inauguré. Lors de la réunion de l'Académie de littérature en mai 1946, Sigurd Curman a été rapporteur et secrétaire pour la dernière fois. Il a été remercié par le président, le prince héritier Gustave VI Adolphe, « pour ses efforts extraordinaires au nom de l'Académie ». Lorsque le prince héritier monte sur le trône après la mort de Gustave V en 1950 et démissionne de la présidence, le poste est repris par Curman, qui reste en place jusqu'en 1955. À son départ, une médaille a été frappée avec l'inscription : Aedificans sed restitutans dux usque manebat. Curman a également été président du conseil d'administration de la Société pour la liberté du Nord, de sa fondation en 1940 à 1943.

### Églises de Suède
Pendant la majeure partie de sa vie active, Curman a travaillé à l'inventaire des églises de Suède. Il avait l'intention de dresser un inventaire complet des monuments culturels dans tout le pays et, en 1912, la première brochure a été publiée. L'idée était déjà née à l'occasion d'une exposition d'art ecclésiastique ancien organisée en 1910 à Strängnäs dans le cadre de la restauration de la cathédrale. Sigurd Curman et Johnny Roosval ont planifié le travail et le travail a été réparti entre plusieurs personnes, mais dans la pratique, Curman a aidé à tous les niveaux. Lorsqu'il a quitté son poste de responsable du patrimoine national, il a consacré presque tout son temps aux églises de Suède, en travaillant avec les meilleures personnes qu'il pouvait trouver. Le dernier travail que Curman a pu achever était une description de l'histoire de la construction médiévale de la cathédrale de Strängnäs. Le 29 avril 1964, à l'occasion du 85e anniversaire de Sigurd Curman, l'œuvre a été publiée.